# Hasarius adansoni
Hasarius adansoni là một loài nhện trong họ Salticidae. Loài này được tìm thấy trên toàn thế giới, bao gồm Bỉ và Hà Lan. Nó xuất hiện ở khu vực có khí hậu ấm hơn, trong các nhà kính, đây là loài điển hình trong chi Hasarius.

## Hình ảnh

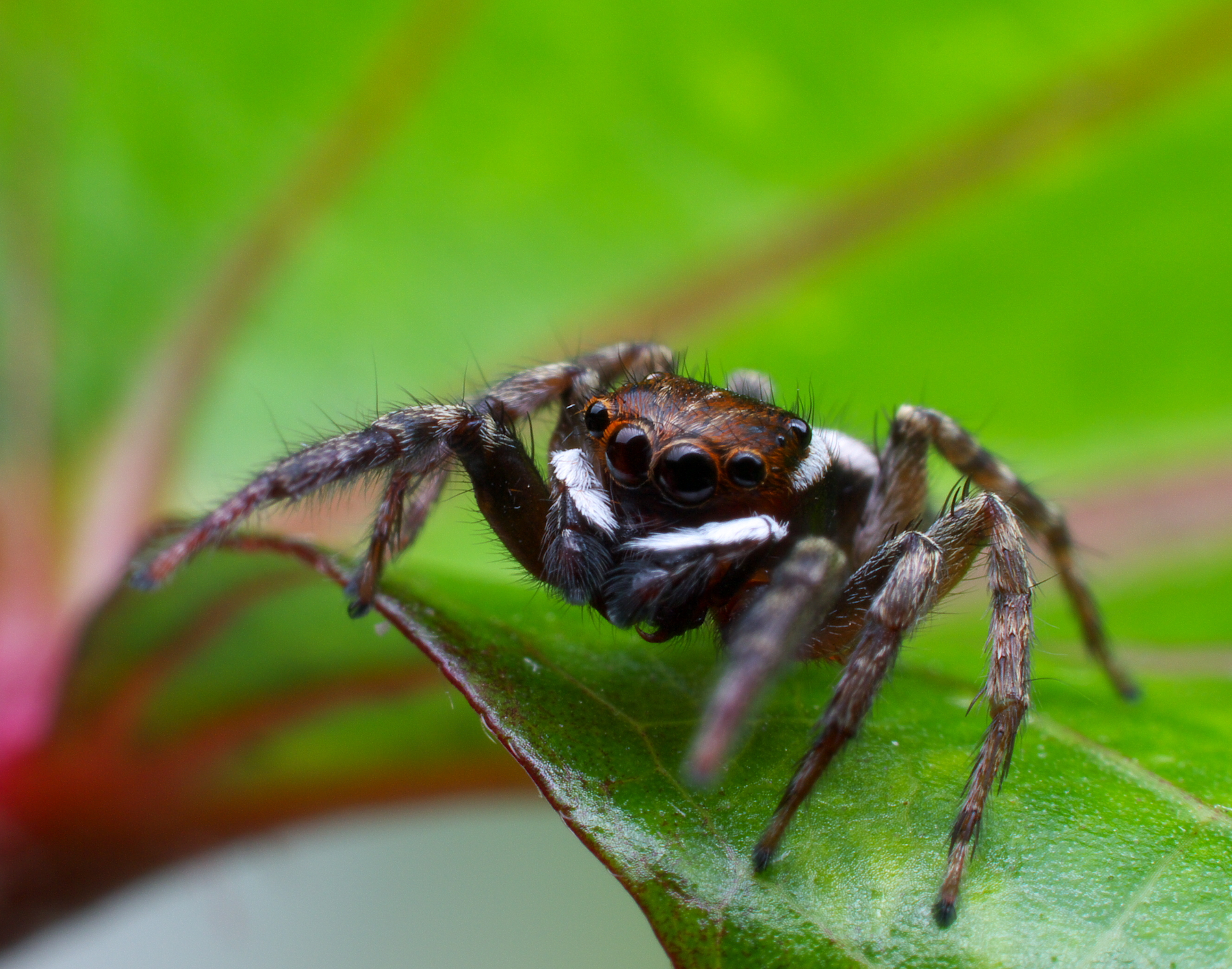
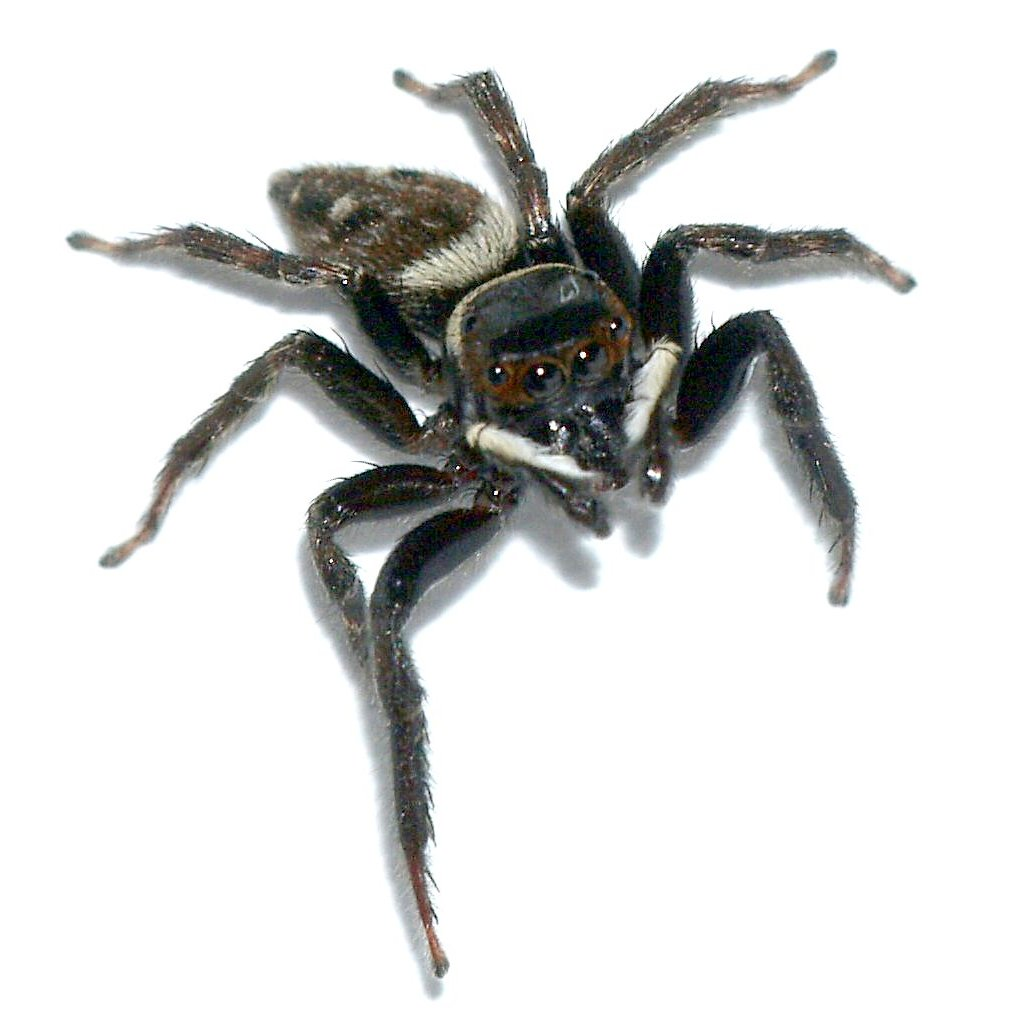
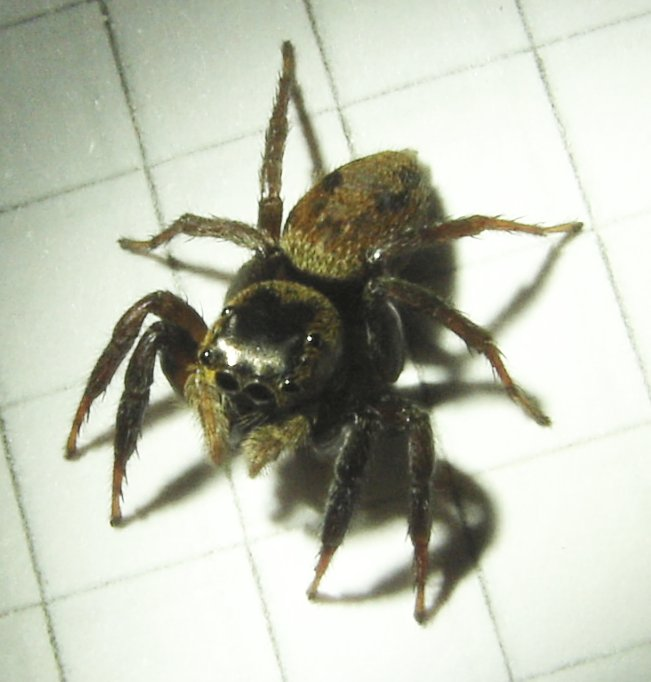
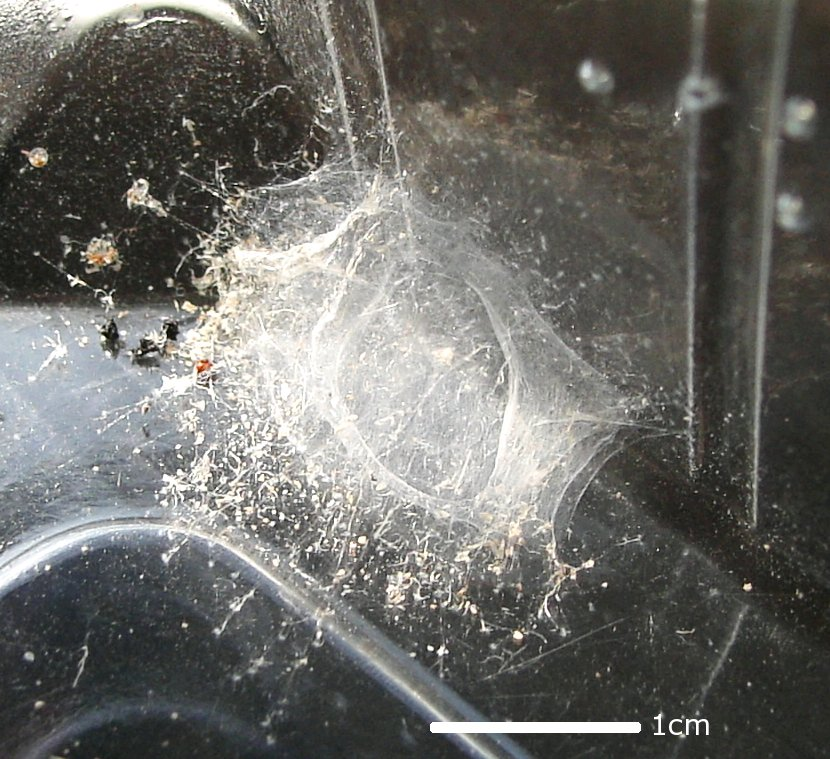